# Nationale 1 2004-2005 (hockey su pista)
Il Nationale 1 2004-2005 è stata l'89ª edizione del torneo di primo livello del campionato francese di hockey su pista; fu disputato dal 2 ottobre 2004 al 28 maggio 2005.
Il titolo fu conquistato dal La Vendéenne, al suo decimo titolo.

## Stagione

### Formula
Il Nationale 1 2004-2005 vide ai nastri di partenza dodici club; la manifestazione fu organizzata con un girone all'italiana, con gare di andata e ritorno per un totale di ventidue giornate: erano assegnati tre punti per l'incontro vinto, due punti a testa per l'incontro pareggiato e uno per la sconfitta. Al termine della stagione regolare la vincitrice venne proclamata campione di Francia. Le squadre classificate dall'undicesimo al dodicesimo posto retrocedettero direttamente in Nationale 2, il secondo livello del campionato.

## Classifica finale
|                    | Pos. | Squadra         | Pt | G  | V  | N | P  | GF  | GS  | DR   |
| ------------------ | ---- | --------------- | -- | -- | -- | - | -- | --- | --- | ---- |
| Francia (bandiera) | 1.   | La Vendéenne    | 60 | 22 | 17 | 4 | 1  | 113 | 52  | +61  |
|                    | 2.   | Mérignac        | 58 | 22 | 17 | 2 | 3  | 122 | 62  | +60  |
|                    | 3.   | Quévert         | 56 | 22 | 15 | 4 | 3  | 120 | 54  | +66  |
|                    | 4.   | SCRA Saint-Omer | 55 | 22 | 16 | 1 | 5  | 139 | 54  | +85  |
|                    | 5.   | Ploufragan      | 50 | 22 | 13 | 2 | 7  | 104 | 68  | +36  |
|                    | 6.   | Nantes          | 46 | 22 | 10 | 4 | 8  | 82  | 70  | +12  |
|                    | 7.   | Coutras         | 43 | 22 | 9  | 3 | 10 | 96  | 120 | -24  |
|                    | 8.   | Quimper         | 38 | 22 | 8  | 0 | 14 | 66  | 102 | -36  |
|                    | 9.   | Saint-Brieuc    | 36 | 22 | 5  | 4 | 13 | 68  | 86  | -18  |
|                    | 10.  | Noisy-le-Grand  | 32 | 22 | 5  | 0 | 17 | 67  | 108 | -41  |
|                    | 11.  | Lione           | 32 | 22 | 5  | 0 | 17 | 51  | 159 | -108 |
|                    | 12.  | Gazinet-Cestas  | 22 | 22 | 0  | 0 | 22 | 49  | 138 | -93  |

Legenda:
  Vincitore della Coppa di Francia 2004-2005.
      Campione di Francia e ammessa alla CERH Champions League 2005-2006.
      Ammesse alla CERH Champions League 2005-2006.
      Ammesse alla Coppa CERS 2005-2006.
      Retrocesse in Nationale 2 2005-2006.
Note:
Tre punti a vittoria, due a pareggio, uno a sconfitta.